# Ветрилно стъкмяване
Ветрилното стъкмяване е съвкупността от елементите, с които е снабден ветроходният съд: ветрила, рангоут и такелаж, осигуряващи движението на съда при липса на течение.

## Типове ветрила
Независимо от формата на ветрилата те, според принципа на поставянето им, се делят на две главни категории – прави и коси (скосени). Правите се поставят на реите и най-често имат форма на правоъгълник или трапец. Тяхната основна особеност е симетрията: дясната и лявата половина на всяко едно право ветрило са огледални една на друга. Косите ветрила се поставят на другите елементи на рангоута или на елементи от такелажа (например, щаговете), могат да имат най-разнообразна форма (най-често – триъгълна), практически никога не са симетрични. Правите ветрила, носени от елементите на рангоута, най-често се наричат основни и определят типа на ветрилното стъкмянаве на съда. Косите ветрила, носени от елементи на такелажа, не са основни и не оказват влияние за определянето на типа ветрилно стъкмяване.
Основните коси ветрила се подразделят на 2 главни групи – прости и рейкови:
Простите коси ветрила са: бермудски, гафелни, шпрюйтови (гуари), шпринтови.
Рейковите коси ветрила са: латински, люгерни.

## Устройство на ветрилото

### Право ветрило
Представлява трапецовидно платнище, което в горната си шкаторина е закрепено за рея, т.е. (условно) напречно на диаметралната плоскост на съда. Шкаторините биват: горна, долна, лява, дясна. Ъглите на горната шкаторина се наричат нок-бензелни (ляв и десен), на долната шкаторина – шкотови. Страната, обърната към кърмата се нарича лицева, а към носа – опака. Горната шкаторина има люверси за закрепване към рея. Останалите шкаторини са свободни.
Шкотите на долните ветрила се украпват по корпуса на съда, шкотите на горните ветрила (марсове и брамсове) – за ноковете (краищата) на долните реи. При движение в курс бейдевинд наветрениа шкотов ъгъл на долното ветрило се натяга към носа с въже, именуемо галс.
Правите ветрила се разкрояват от платнища тъкан, разположени перпендикулярно на реите (горната шкаторина). Покроя най-често е плосък, долната шкаторина понякога се разкроява вдадена нагоре.

### Косо ветрило
- по примера на бермудското

Стаксела има триъгълна форма. Състои се от шкаторини (страни) и ъгли. Шкаторините са: предна, задна и долна. Ъглите: фалов (горен, към него се закрепва фала), галсов (долен-преден, закрепва се за корпуса на съда) и шкотов (долен-заден, закрепва се към стаксел-шкотите).
Грот – има триъгълна форма. Състои се от такива части, от които и стаксела.
- по примера на гафелното

Гафела има форма на неправилен трапец, или правоъгълна. Състои се от шкаторини (горна, долна, предна, задна). Ъглите: 2 галсови ъгъла, с тях гафела се закрепва към колоната на мачтата, Фалов (горен, към него се закрепват фала и нирала), шкотов (долен, към него се закрепват шкотите и контрашкотите). Ветрилото се вдига с фала и шкота, а се сваля с нирала и контаршкота.

## Рангоут

### Мачти и стенги
Отнасят се към неподвижния рангоут. Даже в епохата на разцвета на ветроходния флот съвсем малко съдове имат „напълно окомплектовани“ мачти. Много рядко присъстват трюм-стенги, а брам- и бом-брам-стенгите често са едно цяло, като само в названията на съответстващите им реи, ветрила и такелаж си съхраняват своего рода „разделение“. От втората половина на 20 век съставните мачти все повече отстъпват своето място на „еднодръвните“ – цели конструкции от стомана, алуминий и композитни материали. Вече никаква височина на мачтата не е технологично препятствие за производството и от едно цело „дърво“. Така например, височината на мачтите на най-големия в света бермудски шлюп „Мирабела V“ съставлява почти 90 метра, а самата мачта е вписана в Книгата за рекорди на „Гинес“ като най-високата в света конструкция от въглеродни композити.
Фокмачта
На двумачтововите (и повече) съдове – първата, броено от носа, мачта.
Гротмачта (главна мачта)
- На дву- и повече мачтовите съдове:

— втората (трета и т.н.), броено от носа, мачта (мачти). На четири и повече мачтовите съдове се разграничават с пореден номер (броено от носа) – първа гротмачта (втората мачта на съда), втора гротмачта (третата мачта на съда) и т.н.
- На едно- и едно и половина мачтовите съдове:

— единствената (или първата, броено от носа) мачта.
Бизанмачта
Винаги последната, броено от носа, мачта.

### Реи
Състоят към подвижния рангоут. Както и мачтите, на съвременните съдове могат да се произвеждат от най-разнообразни материали – стомана, алуминий, въглеродни влакна.

Към рисунката:
1. Фок-рея
2. Фор-марс-рея
3. Фор-брам-рея
4. Фор-бом-брам-рея
5. Фор-трюм-рея
6. Грот-рея
7. Грот-марс-рея
8. Грот-брам-рея
9. Грот-бом-брам-рея
10. Грот-трюм-рея
11. Бегин-рея
12. Крюйс-марс-рея
13. Крюйс-брам-рея
14. Крюйс-бом-брам-рея
15. Крюйс-трюм-рея

### Гафели и гикове
Състоят към подвижния рангоут. Служат за поставяне и закрепване на косите ветрила.

Към рисунката:
1. Фок-гик
2. Фок-гафел
3. Грот-гик
4. Грот-гафел
5. Бизан-гик
6. Бизан-гафел

- На едномачтовите съдове (например, шлюп, тендер) гика и гафела обикновено нямат приставката „грот-“ или друга приставка, а се наричат просто „гик“ и „гафел“.